# Czajniczek Russella
Czajniczek Russella, zwany też kosmicznym czajniczkiem (ang. celestial teapot) – wyimaginowany obiekt wymyślony przez Bertranda Russella jako odpowiedź na stanowisko, że to sceptyk musi dowieść nieprawdziwości niefalsyfikowalnych postulatów religii. 
Analogia ta została zaprezentowana przez Russella w artykule Is There a God?, zamówionym (lecz nigdy niewydanym) przez magazyn „Illustrated” w 1952 roku: 

Czajniczek krąży wokół Słońca po eliptycznej orbicie, lecz jest za mały do wykrycia przez nawet najlepsze teleskopy. W związku z tą jego właściwością nie można dowieść jego nieistnienia. Wyobraźmy sobie człowieka, który utrzymuje, że czajniczek niewątpliwie istnieje, a skoro nie da się udowodnić, że jest inaczej, to odrzucenie tego twierdzenia przez innych ludzi jest przejawem absurdalnych i nieracjonalnych uprzedzeń. Słusznie uznano by, że taki człowiek prawi nonsensy. Jednakże gdyby obecność czajniczka potwierdzona była w starożytnych księgach, głoszona jako święta prawda każdej niedzieli i wtłaczana do umysłów młodzieży w szkole, jakiekolwiek wahanie w wierze w jego istnienie zostałoby uznane za oznakę podejrzanej ekscentryczności, a osobnika wątpiącego wysłano by do psychiatry w bardziej oświeconych czasach lub oddano w ręce inkwizycji w wiekach wcześniejszych.

W 2003 roku wątek czajniczka został rozwinięty, przez Richarda Dawkinsa, w książce „Kapłan diabła”:

Przyczyną, dla której zorganizowane religie zasługują na potępienie, jest to, że w przeciwieństwie do wiary w czajniczek Russella, są potężne, wpływowe, mają korzyści podatkowe oraz zagwarantowany wpływ na dzieci zbyt małe by się bronić. Dzieci nie są przymuszane do spędzania decydujących o ich późniejszym rozwoju lat na czytaniu ilustrowanych książeczek o czajniczkach. Państwowe szkoły nie wykluczają dzieci, których rodzice upodobali sobie zły kształt czajniczka. Wyznawcy czajniczka nie kamienują niewierzących w czajniczek, czajniczkowych apostatów, czajniczkowych heretyków czy też czajniczkowych bluźnierców. Matki nie ostrzegają synów przed małżeństwem z czajniczkową sziksą, której rodzice wierzą w trzy czajniczki, a nie w jeden. Ludzie, którzy najpierw wlewają mleko nie rzucają na kolana tych, którzy najpierw wlewają herbatę.